# Agilulfo Caramia
Agilulfo Caramia (San Giorgio Ionico, 6 giugno 1885 – 5 ottobre 1962) è stato un politico e avvocato italiano.

## Biografia
Avvocato penalista, le cui doti professionali vengono menzionate nel testo Storia dell'Eloquenza di Titta Madia.
Dopo l'8 settembre faceva parte della corrente liberl-democratico.
Il 29 settembre 1943, il Prefetto lo nomina prima Commissario prefettizio di Taranto e successivamente, il 2 marzo 1944, sindaco della città dei due mari.
Il 25 gennaio del 1944 organizzerà a Taranto il primo Congresso dei combattenti e reduci al quale parteciperanno combattenti delle federazioni di Bari, Taranto, Brindisi, Lecce, Benevento e Avellino. 
Carica che Caramia manterrà fino all'8 maggio 1944
Caramia, dopo quest'esperienza continuerà la sua attività politica nel Partito dell’Uomo Qualunque di Giannini e poi nelle file del Partito Monarchico.
Partecipa alla Consulta Nazionale, anticamera dell'Assemblea Costituente, quale unico rappresentante della provincia jonica.
Eletto deputato per il Partito Nazionale Monarchico nel collegio Lecce il 25 aprile 1948.
Si iscrisse al gruppo misto dal 1º giugno 1948 al 2 agosto 1951 e dal 2 agosto 1951 al 24 giugno 1953 al gruppo del Partito Nazionale Monarchico.
Fu componente della IX Commissione (Agricoltura e alimentazione) dal 15 giugno 1948 al 24 giugno 1953
Negli anni cinquanta fu, con Giuseppe Perrone Capano ,promotore del Gruppo di Ricostruzione Liberale .